# I Love You Phillip Morris
I Love You Phillip Morris je americko-francouzský film z roku 2009. Příběh je inspirován osudy skutečného podvodníka a několikanásobného uprchlíka z vězení Stevena Jaye Russella, kterého ztvárnil Jim Carrey. Během pobytu ve věznění se Russell zamiluje do Phillipa Morrise, jehož ztvárnil Ewan McGregor. Když je Morris propuštěn, Russell několikrát uteče, aby mohl být s ním.

## Děj
Na začátku filmu je Russell na smrtelné posteli a vzpomíná na události svého života. Začíná událostmi ze své rané dospělosti, kdy byl šťastně ženatým policistou na Virginia Beach. Hrál na varhany v kostele, měl sex se svou ženou a volný čas trávil hledáním své biologické matky, která se ho jako dítěte vzdala.
Po autonehodě Russell opustí svou rodinu a úplně změní svůj život. Přizná světu, že je gay a přestěhuje se do Miami, kde si najde přítele a začne žít velmi rozhazovačně. Kvůli nákladnému životu a potřebě dalších peněz se z něj stane podvodník. Když mu podvody přestanou vycházet, je poslán do vězení, kde se seznámí s Phillipem Morrisem a okamžitě se do něj zamiluje.
Russell je od té doby schopen udělat cokoliv jen, aby mohl být s Phillipem. Po Phillipově propuštění se vydává za lékaře, právníka, údržbáře, aby se dostal zpět k němu. Jednou dokonce předstírá, že byl nakažen nemocí AIDS.

## Obsazení
| Jim Carrey      | Steven Jay Russell |
| Ewan McGregor   | Phillip Morris     |
| Leslie Mann     | Debbie             |
| Rodrigo Santoro | Jimmy              |
| Antoni Corone   | Lindholm           |
| Brennan Brown   | Larry Birkheim     |

## Ohlas
Server Rotten Tomatoes oceňuje snímek 70% na základě 133 recenzí. Server Metacritic dává filmu skóre 65 ze 100 na základě 33 recenzí. Uživatelé ČSFD film hodnotí průměrně 71%.